# Церква Святої Варвари (Острів'я)
Церква Святої Варвари  — чинна дерев'яна церква, пам'ятка архітектури місцевого значення, у селі Острів'я Ковельського району Волинської області України. Належить до ПЦУ. При церкві діє недільна школа.
Церква може слугувати прикладом барокових перетворень в архітектурі дерев'яних церквов хатнього типу, описаних В.Завадою, до яких автор відносить: збільшення висоти та посилення вертикальних пропорцій обох зрубів, ускладнення елементів дрібної пластики та декору (декоративної маківки на гребені даху тощо) і, нарешті, появу гранчастої апсиди.

## Розташування
Церква Святої Варвари розміщена на невеликому підвищенні над озером, закінчуючи перспективу центральної вулиці с. Острів'я.

## З історії церкви
Православна церква в селі згадується у 1510 році, яка в 1619 році була переведена в унію. Церква була дочірньою до матірної парафії в селі Піща. Село відносилося до Холмського повіту, а церква до Холмського деканату.
Існує легенда про те, як будували церкву, яка відома у кількох варіантах:
| | \| Перший варіант легенди. Це було майже 1000 років тому. По окрузі пронеслася чутка, що великий князь Володимир віддав наказ церкви будувати в добрих місцях, ворогам не доступних, з доброго дерева. А згодом гонець приніс цей наказ. Зійшлись чоловіки на раду, де лісу на церкву брати. На північному березі озера, який Махом називали, ріс могутній сосновий і дубовий бір. Тож вирішили стрижень із найбільших сосен на церкву використати. Думали-гадали, де ж має стояти церква, щоб видно було, щоб дзвін чути було на всю округу. Вирішили здатись на волю Божу. Помолились і пустили на воду могутнього дуба, де дуб пристане там і церква стояти має. Незабаром пристав дуб до берега. На тому місці і церква наша стоїть.[3] \| |
| Перший варіант легенди. Це було майже 1000 років тому. По окрузі пронеслася чутка, що великий князь Володимир віддав наказ церкви будувати в добрих місцях, ворогам не доступних, з доброго дерева. А згодом гонець приніс цей наказ. Зійшлись чоловіки на раду, де лісу на церкву брати. На північному березі озера, який Махом називали, ріс могутній сосновий і дубовий бір. Тож вирішили стрижень із найбільших сосен на церкву використати. Думали-гадали, де ж має стояти церква, щоб видно було, щоб дзвін чути було на всю округу. Вирішили здатись на волю Божу. Помолились і пустили на воду могутнього дуба, де дуб пристане там і церква стояти має. Незабаром пристав дуб до берега. На тому місці і церква наша стоїть. | |

Збережена до нашого часу церква — не перший храм на тому місці, але найстаріший в Шацькому районі. Документи не зберегли дати його побудови. Науковці датують церкву початком XVIII століття, деякі навіть  припускають, що вона давніша.
8 серпня 1963 року постановою Ради в справах релігії при Раді Міністрів СРСР церква була знята з реєстрації у зв'язку з відсутністю штатного священика. Влада планувала створити там музей школи, але 26 років храм практично не використовувався. Церковне начиння і документація були передані до церкви с. Піща.
У 1989 році церкву відкрили для богослужінь. 28 грудня 1990 року була зареєстрована релігійна громада. Ще з кінця 1980-х років громада села зробила ремонт церкви. Частина церковної утварі і богослужбових книг була повернута з церкви с. Піща.
На відкритті церкви, 7 грудня 1989 року, першу службу провів о. Володимир (Хіночик), настоятель Дмитрівської церкви с. Згорани.
В січні 2019 року парафія перейшла до Православної церкви України. Однак 31 січня 2019 року на повторних зборах релігійна громада разом з церквою (без настоятеля) вирішили залишитися у УПЦ МП. Парафія Православної церкви України для Богослужінь обладнала сільський будинок.
Церква має 4 дзвони, відлиті на заводі в м. Нововолинськ. При церкві діє недільна школа.
У церкві знаходяться часточки мощей:
- сповідника Луки Кримського;
- преподобного Микити Переяславського Стовпника;
- Сорока Севастійських мучеників;
- преподобних отців Синайських.[3]

## Архітектура
Церква дерев'яна, тридільна, «хатнього типу», зорієнтована вівтарем на схід, обшита вертикально дошками. Аналіз композиційних особливостей дозволяє віднести спорудження церкви до початку XVIII століття. Сучасний вигляд архітектурної пам'ятки відтворює її радикальну реконструкцію в 1874 році, виявлену в прибудові до західної стіни нави дзвіниці. Найдавніша частина споруди складається з прямокутного, витягнутого в поздовжньому напрямку зрубу нави та невеликої дотичної до нього шестигранної апсиди. Об'єм нави завершується двосхилим дахом та традиційною для церков «хатнього типу» банею з великою маківкою. Перелічені особливості церкви свідчить про її безумовну містобудівельну та історико-архітектурну цінність.

## Настоятелі храму
Список священиків церкви і відомі роки їх служіння
- свящ. Іоанн Голоскевич (1879-1884 рр.);
- свящ. Полієвкт Центелович (1884-1886 рр.);
- свящ. Костянтин Шумський (1886-1900 рр.);
- свящ. М. Максимович (1918-1943 рр.);
- свящ. Іоанн Гацкевич (1950-1963 рр.);
- прот. Кирил Прилепа (1989-2003 рр.);
- ієр. Іоанн Крошетецький (2003-2011 рр.);
- ієр. Сергій Семерей (2012-2013 рр.);
- прот. Сергій Олександрович Омелянюк (2013-2018 рр.);[3]
- ієр. Василь Хомич (2019 р.);
- прот. Олександр Кликоцюк (з 2020 р. - донині).

## Світлини

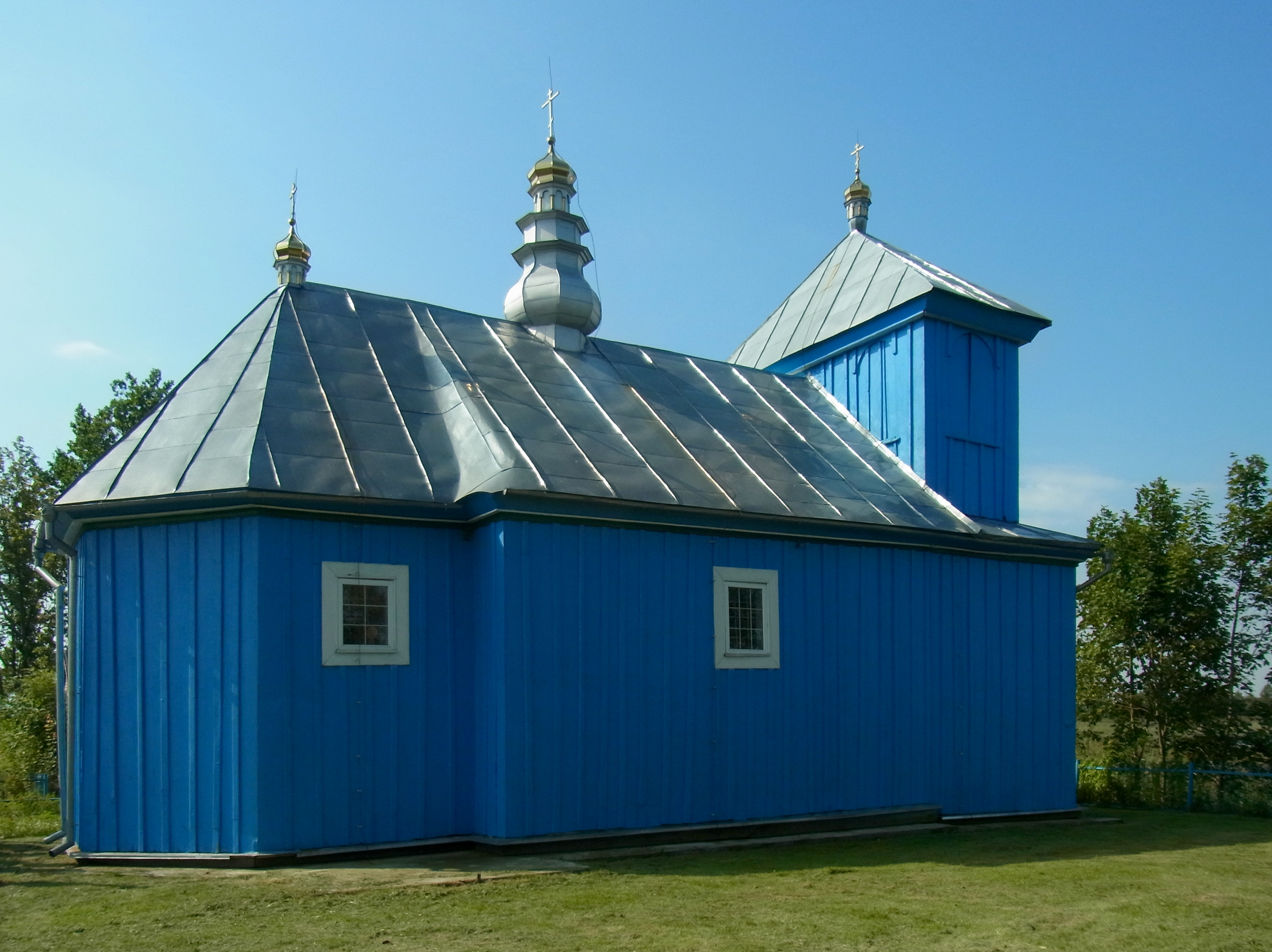
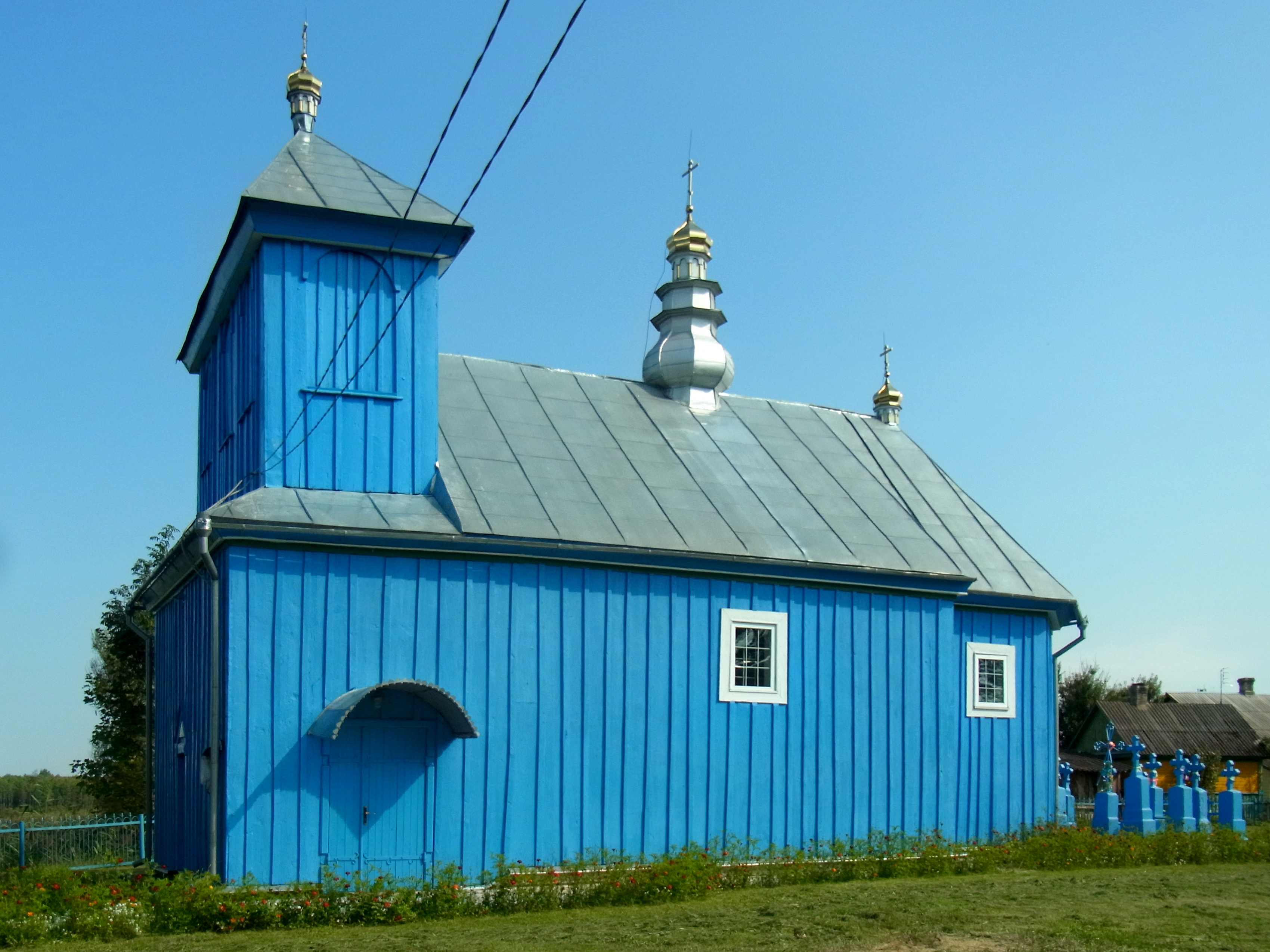
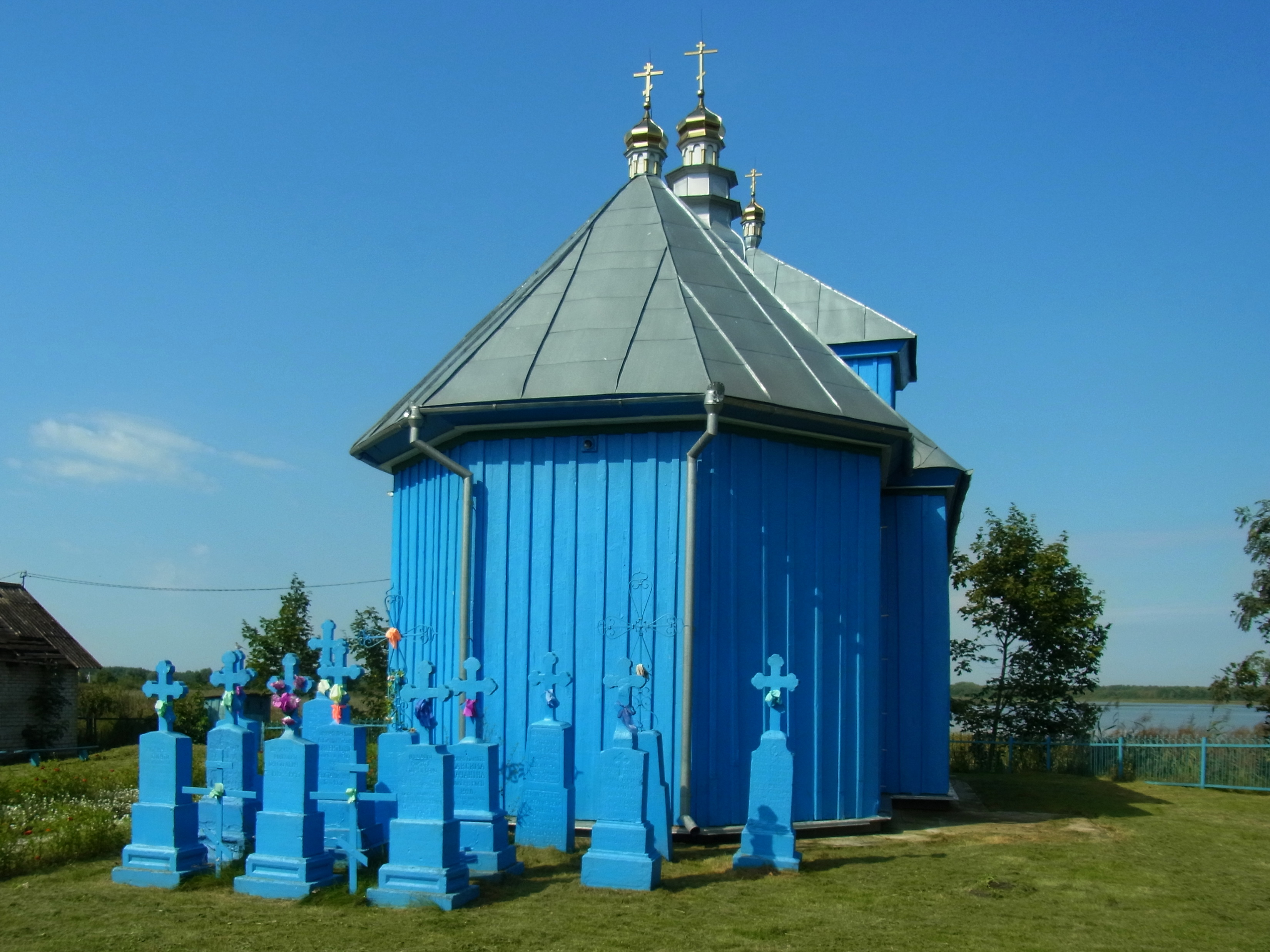
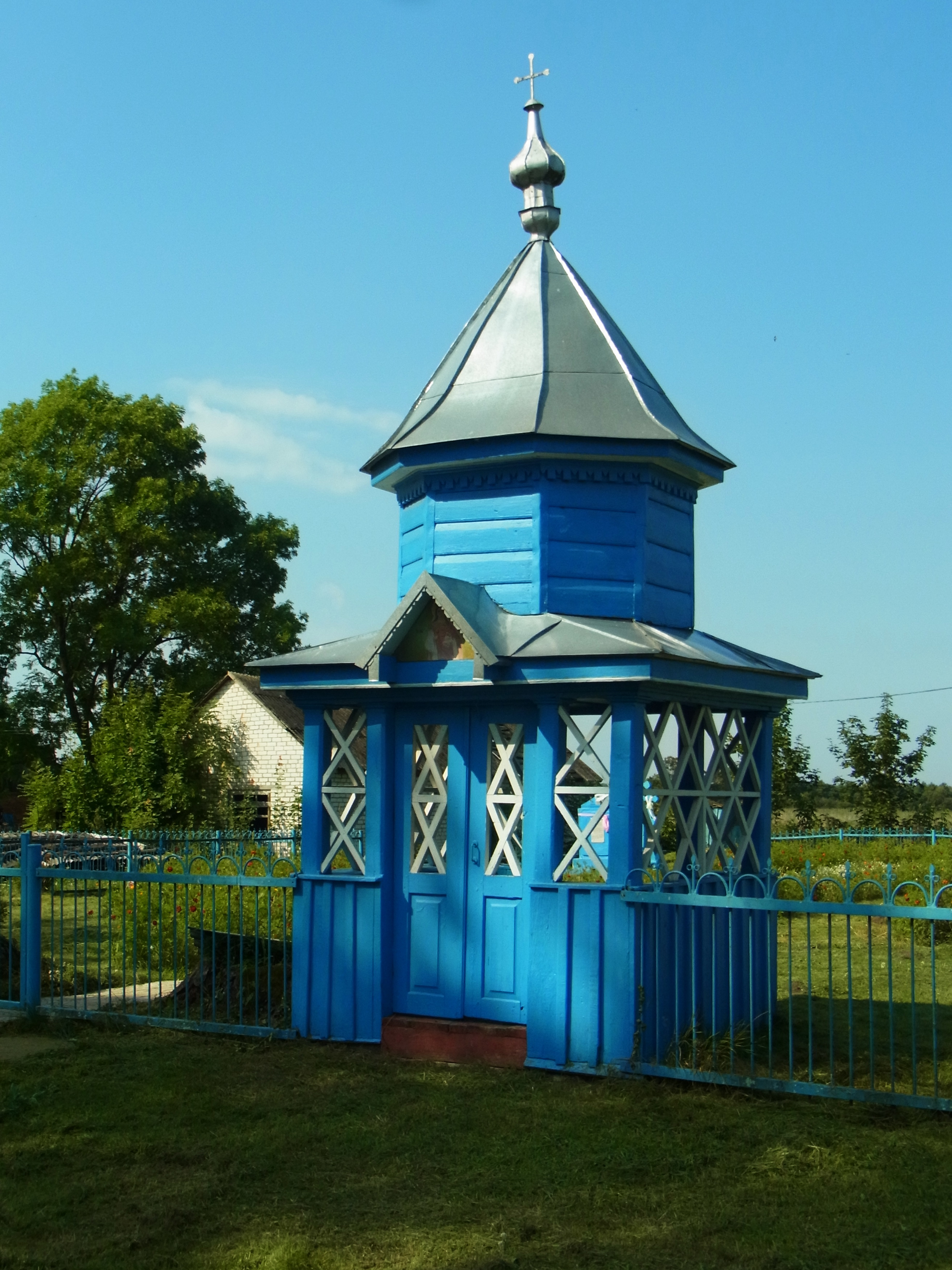
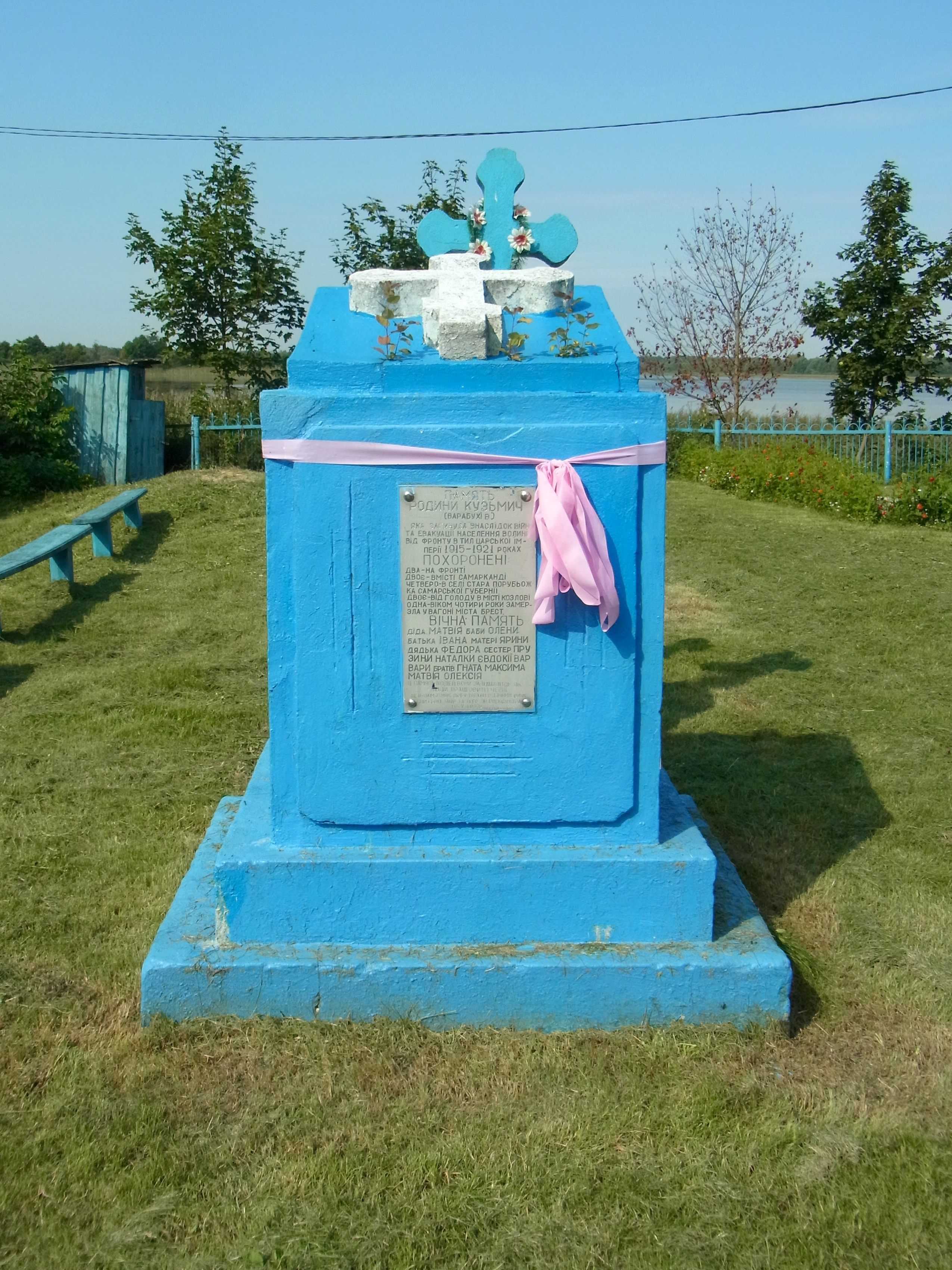

## Інтернет-джерела та посилання
- Стаття «с. Острів'я. Свято-Варварівська церква» на Офіційному сайті Шацького благочиння Володимир-Волинської єпархії)
- Острів'я